# Заборознівці
Заборо́знівці — село в Україні, у Новоушицькій селищній територіальній громаді Кам'янець-Подільського району Хмельницької області. До адміністративної реформи 19 липня 2020 року село належало до Новоушицького району. Населення становить 305 осіб.

## Походження назви. Етимологія
1. Походження від слова «борозна». Існує декілька значень цього слова: а) довга, рівна заглибина, проведена плугом; б) поздовжня заглибина різного розміру; в) великий яр (поряд з селом є чимало ярів). А тому Заборознівці — місце, що знаходиться за борозною, те, що відділене борозною.
2. С. Д. Бабишин вважає, що Заборознівці — локативна назва (яка вказує на місцезнаходження об’єкта), яка походить від слова "забора" – „града з підводного каміння, над якою розташоване село, звідси”; заборознівці – „люди, які мешкають біля забори”.
3. На карті Боплана село підписане, як «Zabrodenice», що натякає на походження назви від слова «брод». Тобто село за бродом.

## Географія
Село Заборознівці розташоване північно-східній частині колишнього Новоушицького району. Заборознівці є частиною Подільської височини та лісостепової зони. На Півдні межує з селом Жабинці, на Заході з селом Пилипківці, на Півночі з селом Говори, а на Сході з селом Гулі Жмеринського району Вінницької області. Середня висота над рівнем моря 260 м. Через село, з Півночі на Південь, протікає річка Говірка, яка біля села меандрує незаболоченою долиною, до якої близько підходять ліси. Південніше Заборозновець починається нижня течія Говірки. Тут впадає до річки дві правих притоки і чотири лівих. Вони значно поповнюють її водою. Абсолютна висота рівня води в річці становить — 216,3 м. В районі Заборозновець знаходяться ліси, найбільші з яких: Чорний, Стриїв, Говірський. На Схід від села розташоване урочище Рутка. Північна частина села називається Ковалівкою, яка свого часу була окремим селом.

## Символіка

#### Герб
На золотистому фоні щита зображено млин білого кольору з жовтим колесом посередині, який й досі є на території села. У нижній частині хвилястою синьою смужкою позначено водойма.

#### Прапор
Прямокутне полотнище жовтого кольору. Нижня частина прапора поділена синьою смужкою, яка символізує водойми на території села. Жовтий колір – достатку, родючості та могутності.

## Демографія
Дані щодо кількості населення мають суперечливий характер. Згідно статиситичних даних Центрального статистичного комітету, що опубліовані 1885 року, в Заборознівцях проживало 420 осіб. Скоріше за все, не було враховано населення Ковалівки.
Згідно даних опублікованих у «Географічному словнику Королівства Польського», що видавався у Варшаві у 1880—1902 роках, населення Заборозновець, разом з Ковалівкою становило 685 осіб. Автори в своїй праці посилалися на попередників, вони не вказують статистику якого періоду використовуть.
У випуску газети "Подільські єпархіальні відомості" №27 від 2 липня 1894 року вказано, що населення Заборозновець становить більше 600 осіб.
Згідно з переписом населення, який проводився в Російській імперії в 1897 році, у Заборознівцях (разом з Ковалівкою) проживало 964 людини. З них чоловіків — 480, а жінок — 484. 
Згідно Всеукраїнського перепису населення, що проводився у 2001 році в Заборознівцях проживало 386 осіб.
Згідно даних Новоушицької селищної об'єднаної територіальної громади, населення села на даний час становить 305 осіб.

## Історія

#### Від заснування до XX століття
На сьогодні точно не відомо коли з'явилося село, однак, Заборознівці вперше згадуються у 1467 році. 1889 року польський історик Олександр Яблоновський видав свою працю «Волинь і Поділля»,  в які посилається на податкові списки 15-17 століття. Заборознівці згадуються в податковому списку датованиому  1565 роком, який було вивлено в монастирі міста Пйотркув. Заборознівці  в той час відносилися до зовсім малих сіл, оскільки платили невеликий податок. Так 1565 року з селян які жили в Заборознівцях було стягнено податок в розмірі двох плугів. Податок збирав пан Незабитовський на користь Барського староства:
"Dni capitan Barensis aratr 2 per dnum Niezabitowski solutum".
За переказами старожилів раніше поселення знаходилося поблизу урочища Рутка, а пізніше люди переселилися звідти. Ці свідчення претендують на достовірність, так як Заборознівці позначені на «Генеральній карті України», або ж «Загальному плані Диких Полів, простіше кажучи Україна, з незалежними провінціями» («Generalis Camporum Desertorum vulgo Ukraina. Cum adjacentibus Provinciis») французького інженера Гійома Боплана(був на службі у польського короля, будував фортифікаційні споруди) виданій у 1648 році у Данцигу. На ній Заборознівці позначені не на березі річки Говірки, дещо віддаленими на схід(саме там сьогодні знаходиться Рутка), поряд знаходиться великий ліс(очевидно Говірський). Цікаво, що село фігурує під назвою Забродениці (Zabrodenice), можливо Боплан обмовився, а можливо йому було важко вимовити назву. Те, що це Заборознівці немає сумніву, так як поряд позначені Гулі (Hulie), Говори (Howoru) та Жабенці, які записані як Забенці (Zabince). Поряд з Заборознівцями, як окреме село, на карті позначено Ковалівку (Kowol).

В «Географічному словнику Королівства Польського», Заборознівці описуються так:
"село на річці Жван (Говірка), лівій притоці Дністра, повіт Ушицький, волость Заміхівська, парафія католицька в  Заміхові, відстань 7 верст,  віддалені до 15 верст від Ушиці(найближча пошта). Разом із присілком Ковалівка має 176 будинків (з них 41 у власності), 685 мешканців, 547 десятини селянської землі, 685 десятин землі, що належить до маєтку. У ньому є православна церква св. Михайла, філія Пилипковець. Власність графів Стадницьких. Відповідно до  рекруту, у Подільському воєводстві  Барському старостві з 1665 року".

В цей час основним промислом селян було землеробство.

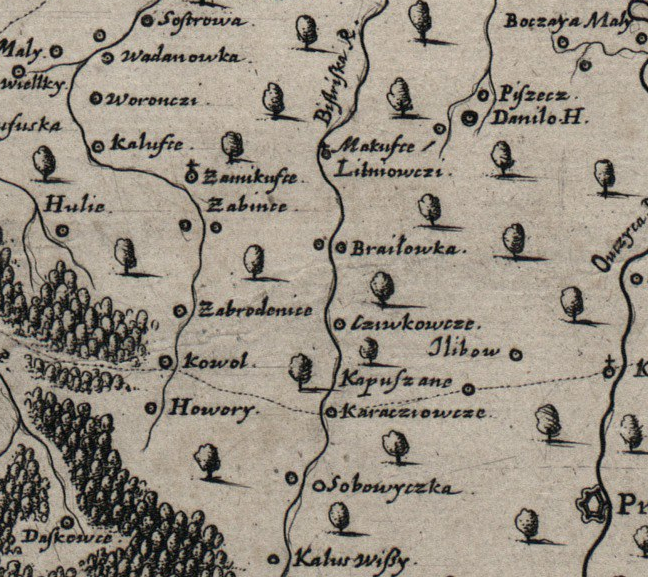
с. Заборознівці на карті Боплана XVII ст.

Заборознівці були власністю родини Стадницьких,  родове помістя яких знаходилося у сусідньому селі Говори. Після відміни кріпацтва в Російській імперії у 1861 році, родина Стадницьких зберігала формальний вплив на село, адже, їхня родина у Заборознівцях володіла значною частино землі. Можливо, у Заборознівцях також був маєток Стадницьких, бо і в наш час в селі є місце, що називається панським горбом, де на сьогодні збереглися лише деякі сільськогосподарські споруди.
У 1885 році у Заборознівцях було 2 водяних млини (один з них — Порохівський млин) та заїжджий будинок.
Тривалий час на цих землях господарем був Ігнатій Стадницький(1834—1895). Усе своє майно він заповів єдиній доньці Марії Розі, яка у 1893 році вийшла заміж за графа Олександра Миколайовича Тишкевича. Господарською діяльністю керувала саме графиня.  Родина Тишкевичів-Стадницьких володіла 4259 десятинами землі у Заборознівцях, Ковалівці та ще деяких селах повіту. Під час революції 1905—1907 років проти Тишкевичів виступили жителі сіл де були їхні помістя, Заборознівці не стали винятком. Однак, селянські заворушення, як і революцію, було придушено. Після Лютневої революції 1917 року графська родина, очевидно вже навчена досвідом, продає селянам за копійки свої землі та назавжди їх покидає.
У XIX столітті у Заборознівцях було розвинене землеробство, крім того, село славилося тонкорунним вівчарством.

#### В радянський період
У XX ст. село жило насиченим життям, перенесли: кілька революцій та Громадянську війну, дві Світових війни, колективізацію,Голодомор та інші події.
У лютому 1920 року поблизу Заборозновець базувалися війська білогвардійців, які відступали на територію Польщі. В цей час серед білогвардійців була епідемія тифу, від якої постраждало і місцеве населення. В квітні 1920 року біля села проходили бої між армією Польщі і червоноарміцями. З 9 по 13 жовтня 1920 року поблизу Заборозновець та навколишніх сіл точилися запеклі бої між військами УНР та червоноарміцями.
Після поразки національно-визвольних сил село стало часиною СРСР. Встановлення радянської влади супроводжувалося ламанням існуючого устрою.
Колективізація, як і в інших куточках України, супроводжувалася розкуркулюванням, голодом та застосуванням сили. Населення було не в захваті від політики радянської влади. Завідувач сектору інформації Вінницького обкому КП(б)У в доповідній записці про «волинки» та терористичні акти в районах області писав:
«1 лютого 1932 року в с. Заборознівцях розкуркуленим куркулем спалено комору колгоспу, де згоріло 250 пудів насіння. Згодом у цьому ж селі спалено колгоспівську конюшню, де згоріло 24 коней та збруя».
Невід'ємною складовою колективізації були сильний голод, що був штучно створений радянською владою, та репресивні дії. Однак, точно не відомо скільки людей померло в цей час. За даними різних джерел в селі Заборознівці в 1932—1933 роках загинуло близько 8 чоловік. На сьогодні документально зафіксовані імена 2: Коваль Іван Олексійович 1870 р.н. та Постерчук Савка Миронович 1865 р.н. Обоє померли в 1933 році, причина смерті не вказана. Мартиролог укладений на підставі поіменних списків жертв Голодомору 1932—1933 рр., складених Пилипковецькою сільською радою. Поіменні списки зберігаються в Державному архіві Хмельницької області.
Після колективізації у Заборознівцях створено колгосп імені Щорса. З 22 вересня 1937 року Заборознівці стали частиною Новоушицького району, Кам'янець-Подільської області.
Трагічною сторінкою в історії села є Німецько-радянська війна. Заборознівці були окуповані в липні 1941 року. Новий порядок, встановлений німецькими окупантами супроводжувався вивезенням частини працездатного населення для робіт до Німеччини та Австрії. В довоєнні часи в Заборознівцях проживала єврейська община, яка займалася торгівлею, але з приходом нацистів частина євреїв покинула село, а частина була вивезена.Визволено Заборознівці силами 183-ї стрілецької дивізії 38-ї армії 26 березня 1944 року близько 18.00, звільнення Заборозновець та найближчих населених пунктів супроводжувалося потужними перестрілками між нацистами та червоноармійцями, про що свідчить доповідь заступника начальника штабу 38-ї армії генерал-майора Сосєдова. Командував 38-ю армією генерал-полковник Москаленко.
Після закінчення Німецько-радянської війни село відбудовувалося: відкрито магазин(будівля не збереглася), відновлено колгосп, відновлено школу. Згаданий вже колгосп Щорса кілька разів об'єднувався з колгоспом сусіднього села Пилипківці, поки остаточно не припинив своє існування в 1959 році, починаючи з 1960 року Заборознівці стали частиною колгоспу імені Чапаєва (з 1973 року — радгоспу). В 60-ті роки минулого століття Заборознівці динамічно розвивалися. В цей час село було електрифіковано. У 1967 році побудовано сільський клуб. У 1975 році з'явився пам'ятник, що вшановує жителів села, які загинули у Другій світовій війні.

#### Ковалівка
Ковалівка — північна частина Заборозновець, що раніше була окремим селом. За С. Д. Бабишиним, поселення заснували ковалі, вироби яких славилися на всю округу. Імовірніше, що назва мотивована основною назвою Коваль. На початку XX ст. на території Ковалівки було чимало родин, які носили прізвище Коваль.
У податковому списку датованому 1578 роком, який опублікував Олександр Яблоновський в праці «Волинь і Поділля», Ковалівка згадується як окреме село "Kowaljowka". Також Ковалівка згадується в "Кам'янецькій земській книзі" в 1599 році. На "Карті Боплана" 1648 року Ковалівка позначена, як окреме село, поряд з Заборознівцями. Ковалівку Боплан назвав Коволь (Kowol). Через Ковалівку проходила дорога з Бару на Кам'янець. В джерелах різного часу згадується як: Kowalowka (1784), Ковалевка (1800), Слоб. Ковалевка (1862).
Найвірогідніше, Ковалівка стала частиною Заборозновець  наприкінці XIX -  на початку XX ст. В «Географічному словнику Королівства Польського» Ковалівку називають присілком Заборозновець. На «Археологічній карті Подільської губернії» опублікованій Юхимом Сіцинським у 1901 році Заборознівці та Ковалівка є окремими селами, хоча автор міг використовувати карти попередніх років. У XVI ст., Заборознівці та Ковалівка були маленькими селами, зростання населення та збільшення площі призвело до злиття сіл.

#### Адміністративна приналежність
З 1565 року Заборознівці стають частиною Подільського воєводства.
Під час турецького панування (1672—1699) село входило до Подільського еялету Барського санджаку. З 1699 по 1772 рік Заборознівці входили до складу Польщі, а з 1772 року стають частиною Російської імперії
У 1795—1797 роках Заборознівці та Ковалівка входили до Ушицького округу Подільського намісництва, а в 1797—1923 роках до Пилипковецької волості Ушицького повіту Подільської губернії.
12 квітня 1923 року старий адміністративний поділ змінився новим, так з'явився Новоушицький район Кам'янець-Подільського округу. А на початку 1932 року Україну було поділено на області. З 9 лютого 1932 року Заборознівці відносились до Новоушицького району, Вінницької області.
У період німецької окупації з липня 1941 по 26 березня 1944  — Новоушицький район, Барський ґебіт, генеральна округа «Волинь-Поділля», Райхскомісаріат Україна.
4 лютого 1954 року Кам'янець-Подільську область перейменовано на Хмельницьку і з того часу Заборознівці — частина Новоушицького району Хмельницької області(з 30 грудня 1962 року по 4 січня 1965 року частина Дунаєвецького району).
До 20 серпня 2015 року Заборознівці входили до Пилипковецької сільської ради. Після проведення адміністративної реформи з 20 серпня 2015 року Заборознівці входять до Новоушицької селищної об'єднаної територіальної громади. 19 липня 2020 року Заборознівці увійшли до Кам'янець-Подільського району.

#### Хронологія подій
1467 рік — заснування Заборозновець
1648 рік — село позначено на карті Боплана (видана цього року)
1665—1672 роки — у складі Речі Посполитої
1672—1699 роки — у складі Османської імперії
1740 рік — побудовано Михайлівську церкву (перша церква існування якої документально зафіксовано)
1784 рік — побудовано нову Михайлівську церкву
1699—1772 роки — у складі Речі Посполитої
1772—1917 роки — у складі Російської імперії
1891 рік — побудовано приміщення для церковно-приходської школи
1910—1912 роки — будівництво церкви Святого Архістратига Михаїла
1922—1991 — у складі СРСР
Липень 1941 року — 26 березня 1944 року — період німецької окупації
1967 рік — побудовано сільський клуб
1975 рік — побудовано пам'ятник, що вшановує жителів села, які загинули у Великій Вітчизняній війні
1988—1990 роки — реконструкція церкви
21 вересня 1990 — відновлено богослужіння в Михайлівській церкві
З 24 серпня 1991 року — у складі незалежної України

## Релігія

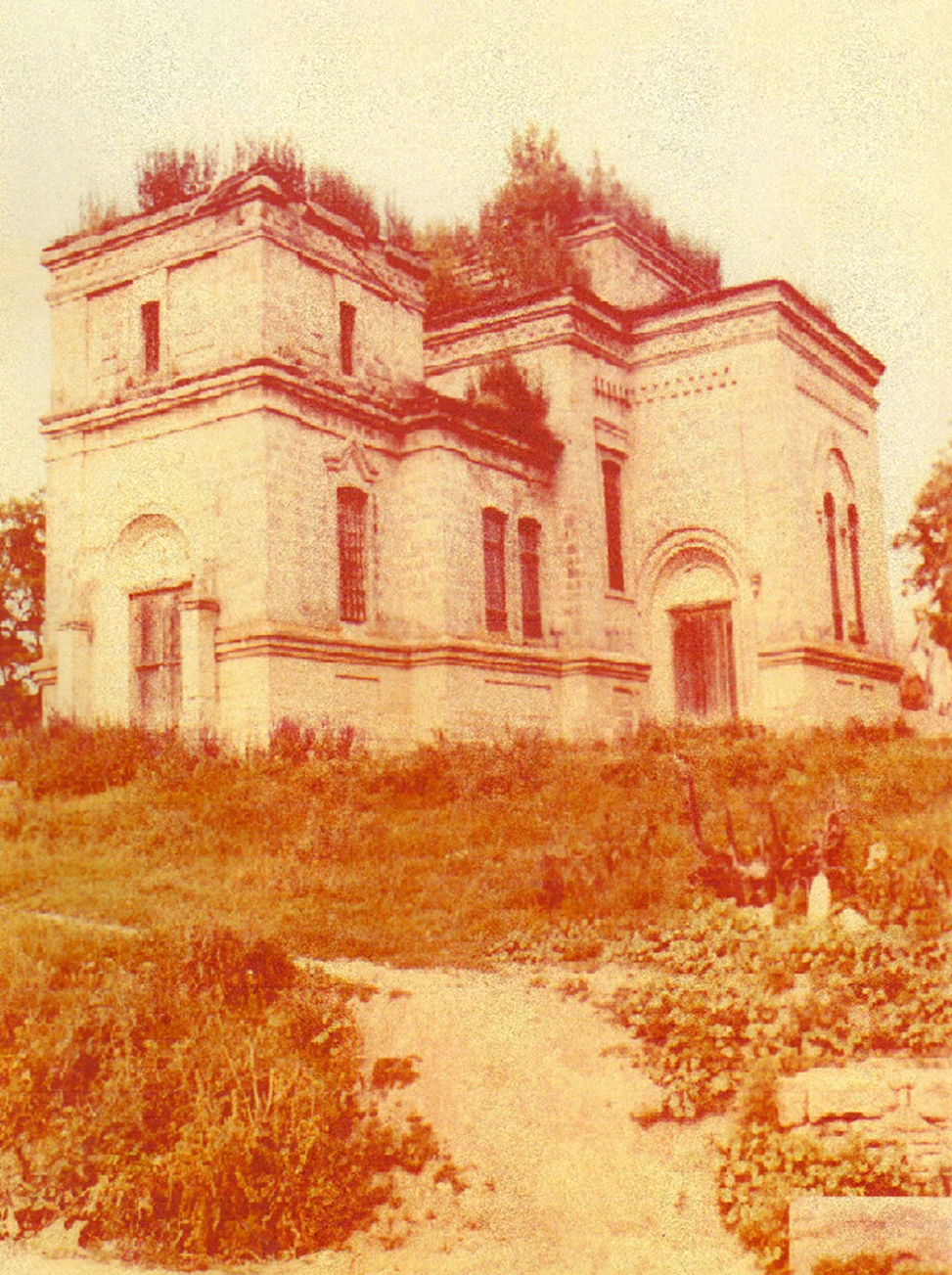
Михайлівська церква у Заборознівцях у 1988 році

В Заборознівцях храмове свято відзначається 21 листопада, коли вшановують Святого Михайла, а сільський храм носить назву церква Святого Архістратега Михаїла. Перша церква в Заборознівцях, про яку є документальні згадки, була побудована 1740 року на кошти громади та іменувалася Михайлівською. Церква була дерев'яною, невеликою за розмірами та з солом'яним дахом. 1784 року побудовано нову триверху дерев'яну церкву, яка також називалася Михайлівською. В архівах зберігається метрична книга Михайлівської церкви в селі Заборозніці, датована 1790 роком. За переказами старожилів церква згоріла після того як в неї влучила блискавка. Коли саме це сталося не відомо. До 1872 року Заборознівці мали власний церковний приход, у 1872-1874 роках церква була приписана до приходу Жабинець, а з 1874 року до приходу Пилипковець. При церкві діяла приходська школа, для якої у 1891 році побудовано кам'яне приміщення, що збереглося до наших часів. У 1894 роцісело відвідав єпископ Подільський і Брацлавський Димитрій. У зв'язку з чим "Подільські Єпархіальні відомості" присвятили багато матеріалу Заборознівцям у неофіційній частині випуску №27 від 2 липня 1894 року:
"прихожани церкви ще у 1880 році зверталися до Керівництва Єпархії (до Преосвященного Іустина) з проханням відновити в них самостійний приход. В Заборознівцях може бути відновлений самостійний приход: мешканців більше 600 душ, є земля для причету і земля для церкви з садибним місцем. Та й приход був самостійним до останнього часу (1884 року). Церква в тому селі присвячена Покрову Божої Матері(очевидно це опечатка, оскільки церква присвячена архангелу Михайлові), дерев'яна, збудована у 1784 році, стара і тісна, у зв'язку з цим прихожани планують побудувати нову (також дерев'яну) церкву, для цього вони купили 200 дубів за 1200 карбованців,  і збирають кошти на будівництво церкви, але, оскільки, вони не мають власного причету, справа ця очевидно не матиме позитивних наслідків. В церкві Заборозновець ікони написані невмілими живописцями і потребують заміни або виправлення. Так на горішньому місці Спаситель зображений у вигляді Первосвященика в архієрейському одязі і з панагією в пальцях. Також була оглянута церковно-приходська школа, що залишається в колишньому церковному будинку.  В школі навчається 30 хлопчиків та 5 дівчаток. Вчителює міщанин Верещагін, дуже старанний та здібний вчитель. Навчання, судячи з відповідей хлопчиків, організоване задовільно. 6 хлопчиків готуються отримати пільгові атестати у зв'язку з військовим обов'язком".
В Ковалівці святкували і святкують до сьогодні храмове свято 19 грудня на день святого Миколая. За звичаєм храмове свято тісно пов'язане з головним храмом села. За переказами старожилів в Ковалівці була Миколаївська церква.  У 1901 році вона вже не існувала, так як не позначена серед пам'яток на «Археологічній карті Подільської губернії» Юхима Сіцинського. Скоріше за все, церква була побудована з дерева. Сьогодні на місці, де за переказами стояла церква, залишився лише один великий камінь.
Із 964 осіб, що проживали в Заборознівцях в 1897 році, 833 особи сповідували православ'я, 121 особа католицизм, віросповідання 10 осіб не вказано. Є велика  імовірність, що вони сповідували юдаїзм.
Указом Священного Синоду № 10616 від 19 жовтня 1905 року в Заборознівцях відновлено самостійний приход у складі одного священника та одного псаломника, з зарплатнею 300 карбованців в рік священнику та 50 карбованців в рік псаломнику. Священником призначено диякона Никанора Гудзовського, який правив в церкві не один рік.
У 1910 році, за підтримки Кам'янець-Подільської єпархії, розпочалося будівництво кам'яної церкви. Так в 1912 році з'явилася церква Святого Архістратега Михаїла(Михайла).
Новозбудованій церкві не судилося довго функціонувати, бо після встановлення радянської влади розпочалося масове нищення релігійних будівель, заборозновецька церква не стала винятком. Церкву частково було зруйновано, а значну частину каміння використано на будівництві сільськогосподарських будівель. При цьому радянська влада прагнула продемонструвати зневажливе ставлення до релігії, сільську молодь зганяли до церкви, щоб молоді люди в ній танцювали. В довоєнні часи в напівзруйнованому приміщенні було відкрито клуб, але він не приваблював сільську молодь. Богослужіння на деякий час відновлено під час Другої світової війни, але, у повоєнний час розпочалася друга хвиля релігійних гонінь і церкву знову було закрито, а в приміщенні розташовувалися сільськогосподарські склади.
Релігію та віру не вдалося викорінити, а під час Перебудови спостерігається пом'якшення влади відносно релігії. За ініціативою жителів села 29 березня 1988 року розпочалося відновлення церкви. Кошти на відновлення церкви збирали жителі села, а відновлювали її сільські майстри. Перша служба у відновленій святині відбулася 21 вересня 1990 року, у день коли відзначається Різдво Пресвятої Богородиці.

## Мова
У селі поширені західноподільська говірка та південноподільська говірка, що відносяться до подільського говору, який належить до південно-західного наріччя.
Розподіл населення за рідною мовою за даними перепису 2001 року:
| Мова       | Відсоток |
| ---------- | -------- |
| українська | 99,23%   |
| російська  | 0,77%    |

## Топоніми
БАМ — найбільший ставок, що знаходиться в північній частині села.
Говірка (Батіг) — річка, що протікає селом з Півночі на Південь.
Говірський ліс — найбільший ліс, що знаходиться поряд з селом, позначений на карті Боплана.
Долини — південна частина Заборозновець.
Дубина — поле, що знаходиться поряд зі Стриєвим лісом.
Ковалівка — північна частина Заборозновець, що раніше була окремим селом.
Колиски — два великих яри, що знаходяться на схід від Заборозновець.
Миколаївська церква — церква, що знаходилася на території Ковалівки.
Панський горб — возвишеність, що знаходиться на місці умовного розподілу Заборозновець та Ковалівки. На панському горбі збереглися старі сільськогосподарські будівлі.
Попова — поле, що знаходиться на схід від Заборозновець, на кордоні з Вінницькою областю.
Порохи — частина села. "Порохи" - місце де з селітри робили порох або де багато трухлявої деревини. Там розташовувався порохівський млин.
Порохівський млин — останній з водяних млинів, що функціонував в Заборознівцях. Сьогодні не існує.
Рутка — урочище на схід від Заборозновець, біля кордону з Вінницькою областю. Руткою називають однойменний ставок, що знаходиться в урочищі.
Стриїв ліс — другий за площею ліс, що знаходиться південно-східніше села.
Цвинтарисько — місце над БАМом, де за переказами знаходилася Миколаївська церква.
Церква Святого Архістратега Михаїла (Михайла) — церква, що знаходиться в Заборознівцях, побудована 1912 року, частково зруйнована в 30-ті роки XX століття, відбудована в 1988—1990 роках.
Чорний ліс — третій за розмірами ліс, що знаходиться найближче до поселень.

## Відомі люди
- Ющишин Сергій Олександрович (10.08.1998—04.04.2023) — старший солдат Збройних сил України, учасник російсько-української війни.

## Сьогодення
Нова сторінка в житті села відкрилася після проголошення незалежності України. В 90-х роках прокладено дороги з асфальтним покриттям, проведено газифікацію села, ліквідовано колгосп, а землі розпайовано.
На даний час в Заборознівцях функціонують: Фельдшерський пункт, дитячий садок, магазин.
Щоденно курсують автобуси Заборознівці - Хмельницький та Хмельницький - Заборознівці, а у будні дні Заборознівці - Нова Ушиця та Нова Ушиця - Заборознівці.

### Архівні матеріали
- ДАВіО. — Ф.П—136. — Оп.3. — Спр.13. — Арк.158—163. Копія. Машинопис.
- Державний архів Хмельницької області(ДАХмО). Путівник. Т ІІ. Ред.кол. О.Удод та ін. — Київ-Хмельницький., 2007. — 672 с.
- Державний архів Хмельницької області (ДАХмО), Ф.Р-6460, оп.1, спр. 3
- ЦАМО РФ. — Ф. 38 А. — Оп.9005. — Д. 185. — Л. 93. — Копия.

### Наукова література та матеріали
- Гульдман. В. Подільська губернія. — Кам'янець-Подільський, 1889. – 548 с.
- Жарких М. І. Храми Поділля. — К.: 2007.
- Книга Пам'яті України. Хмельницька область: Історико-меморіальне багатотомне видання в 10 т. Т. 6. Летичівський, Новоушицький, Полонський р-ни. — Хмельницький: Поділля, 1996. — 720 стор.: іл.
- Крикун М. І. Подільське воєводство у XV-XVIII століттях: Статті і матеріали. Львів 2011. 733 с., іл., карти.
- Сіцинський Ю. Й. Археологічна карта Подільської губернії.
- Торчинська Н. М., Торчинський М. М. Словник власних географічних назв Хмельницької області. – Хмельницький: Авіст, 2008. – 549 с.

### Ресурси інтернету
- Всеукраїнський перепис населення 2001 року
- Хмельницька обласна рада
- Державний архів Хмельницької області(ДАХмО). Путівник. Т ІІ. [Архівовано 6 березня 2016 у Wayback Machine.]
- Заборознівці на сайті Верховної Ради України [Архівовано 31 січня 2022 у Wayback Machine.]
- Поміщики Новоушицького повіту станом на 1914 рік [Архівовано 5 березня 2016 у Wayback Machine.]
- Метричні книги
- Колективізація на Поділлі[недоступне посилання з квітня 2019]
- Географічний словник Королівства Польського та інших слов'янських земель Zaboroznowce т. 14, ст. 201 [Архівовано 12 квітня 2015 у Wayback Machine.]

### Топографічні карти
- Військова топографічна карта Російської імперії 1868 року [Архівовано 19 квітня 2016 у Wayback Machine.]
- «Генеральна карта України», або ж «Загальний план Диких Полів, простіше кажучи Україна, з незалежними провінціями» Гійома Боплана — Поділля. [Архівовано 2 травня 2013 у Wayback Machine.]
- Карта з атласу Речі Посполитої XVI—XVII століть на Землі Руські. [Архівовано 7 лютого 2022 у Wayback Machine.]
- Карта Джованні Антоніо Рицци Занноні, Аркуш №19, Заборознівці, [Архівовано 7 лютого 2022 у Wayback Machine.] 1767 рік
- Австрійська топографічна карта 1890 р.
- Польська карта 1929 р. [Архівовано 19 вересня 2016 у Wayback Machine.]
- Заборознівці на супутниковій карті [Архівовано 5 березня 2016 у Wayback Machine.]
- Заборознівці на польській супутниковій карті

### Заборознівці в соціальних мережах

#### Заборознівці  на Facebook[Архівовано26 січня 2022 уWayback Machine.]
Заборознівці на foto-planeta [Архівовано 8 лютого 2022 у Wayback Machine.]
- Погода в селі Заборознівці [Архівовано 20 грудня 2011 у Wayback Machine.]

| Україна | Це незавершена стаття з географії України. Ви можете допомогти проєкту, виправивши або дописавши її. |